# Housův mlýn
Housův mlýn byl vystavěn na základech mlýna ze 13. století, těsně pod starobylými hradbami města Tábora, na břehu Tismenického potoka, vytékajícího z vodní nádrže Jordán. Vedle mlýna stojí lázeňský dům z 19. století.

## Historie
V těchto místech se v 15. století konaly bohoslužby husitských radikálů – adamitů. Údajně zde byli pohřbeni švédští dobyvatelé, kteří zahynuli při obléhání města v roce 1645. V 18. století vyrostl v tomto malebném zákoutí první parní mlýn, spojený s lázněmi. Pověst praví, že právě zde ústil tajný východ z táborského podzemí.

## Současnost
Mlýn má čtyři patra, ve kterých se nachází lidová krčma, panská krčma, hlavní sál, zbrojnice, keltský salón, muzeum tortury – mučírna, šermírna, podkrovní sál, kostymérna, půjčovna a sklady kostýmů rekvizit a dekorací. Zázemí tu najdou hudební klub a výstavní síň, konají se zde koncerty, festivaly nebo školy šermu.
V průběhu roku hostí mlýn několik událostí: Keltský festival Lugnasad, Dobývání Tábora Švédy, Rytířský den při Táborských setkáních, Festival historických bojovníků, konají se zde historické svatby, historické soutěže nebo středověký silvestr. Historicko – naučnou formou působí oživené podzemí, mučírna, výuka šermu, tance, chorál, metání dobývacím strojem, zbrojnice, dětská bitva o vozovou hradbu, lukostřelnice – jak bojovala práčata, husitské občerstvení. V mlýně působí také Akademie rytířských umění, která se věnuje šermu, lukostřelbě nebo jízdě na koni.

### Galerie

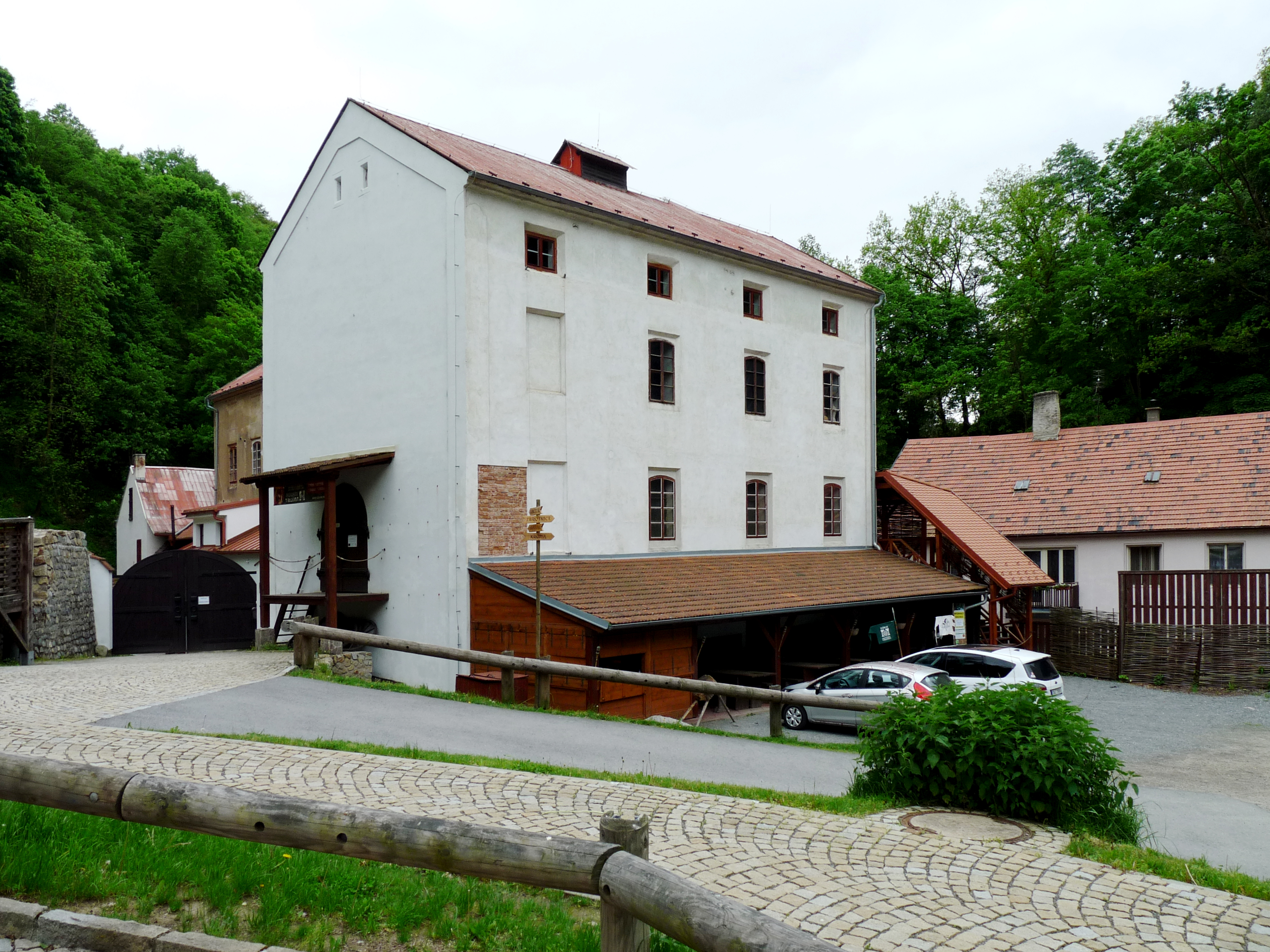
Housův mlýn v Táboře
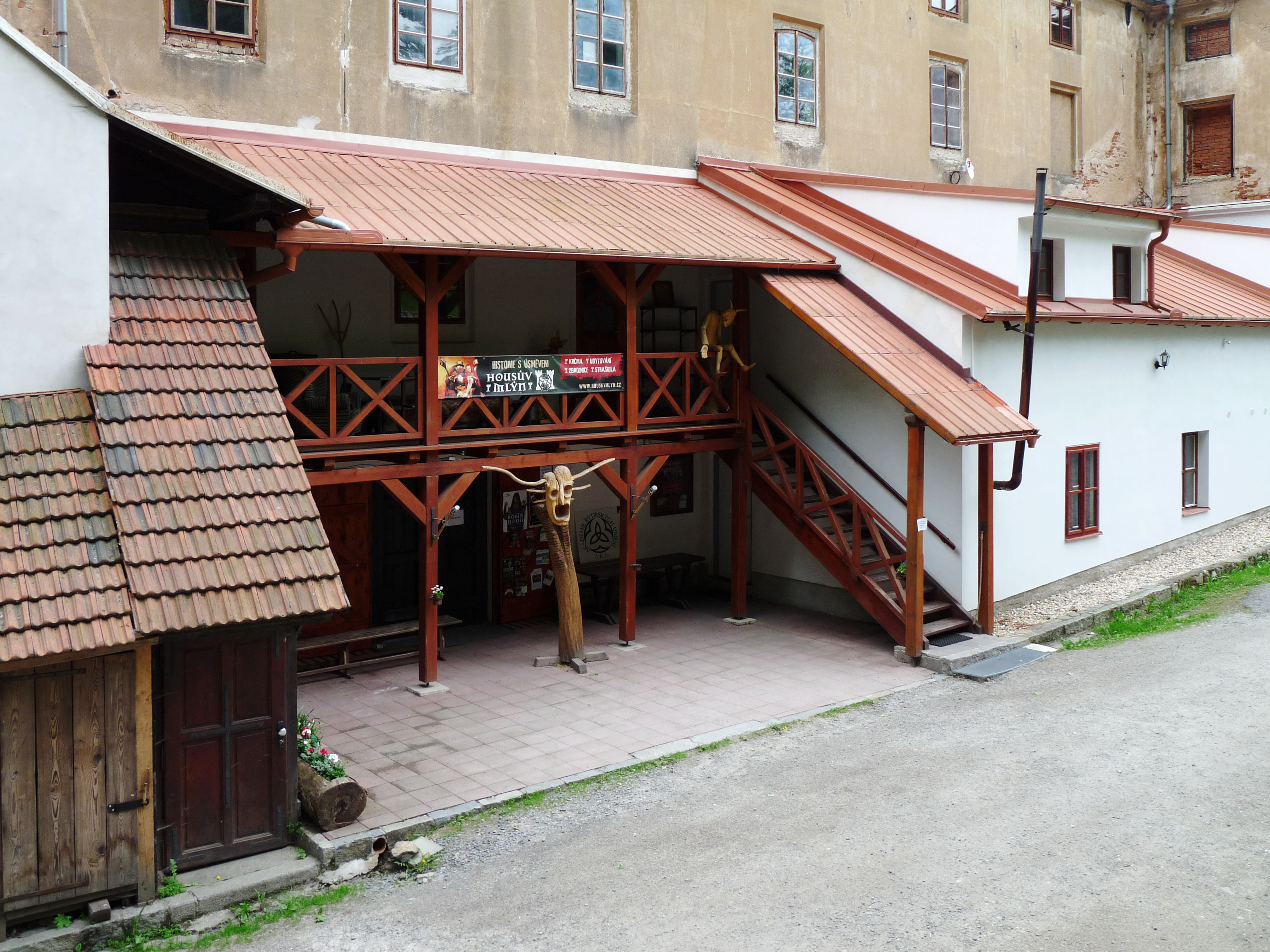
Housův mlýn v Táboře
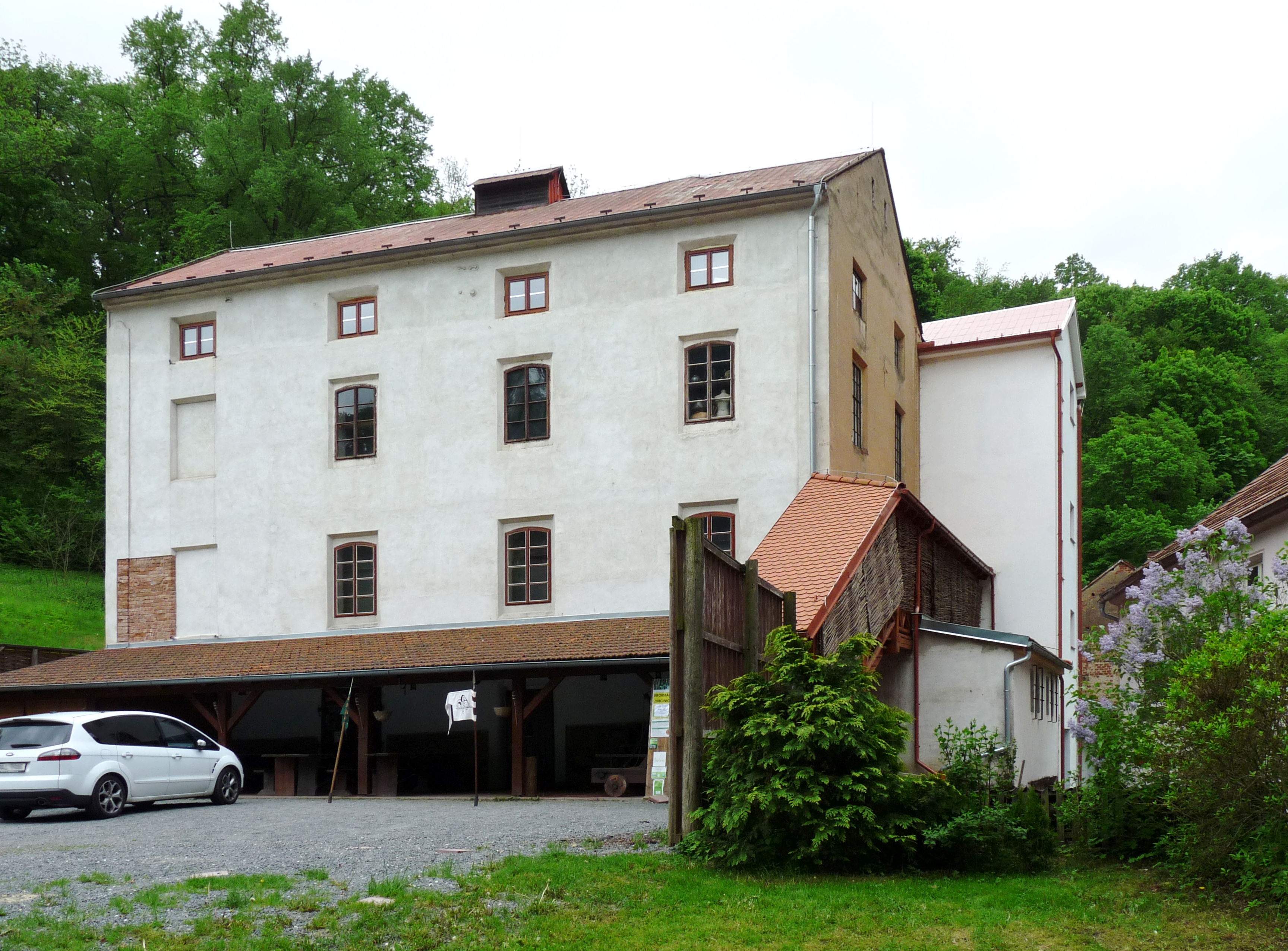
Housův mlýn v Táboře
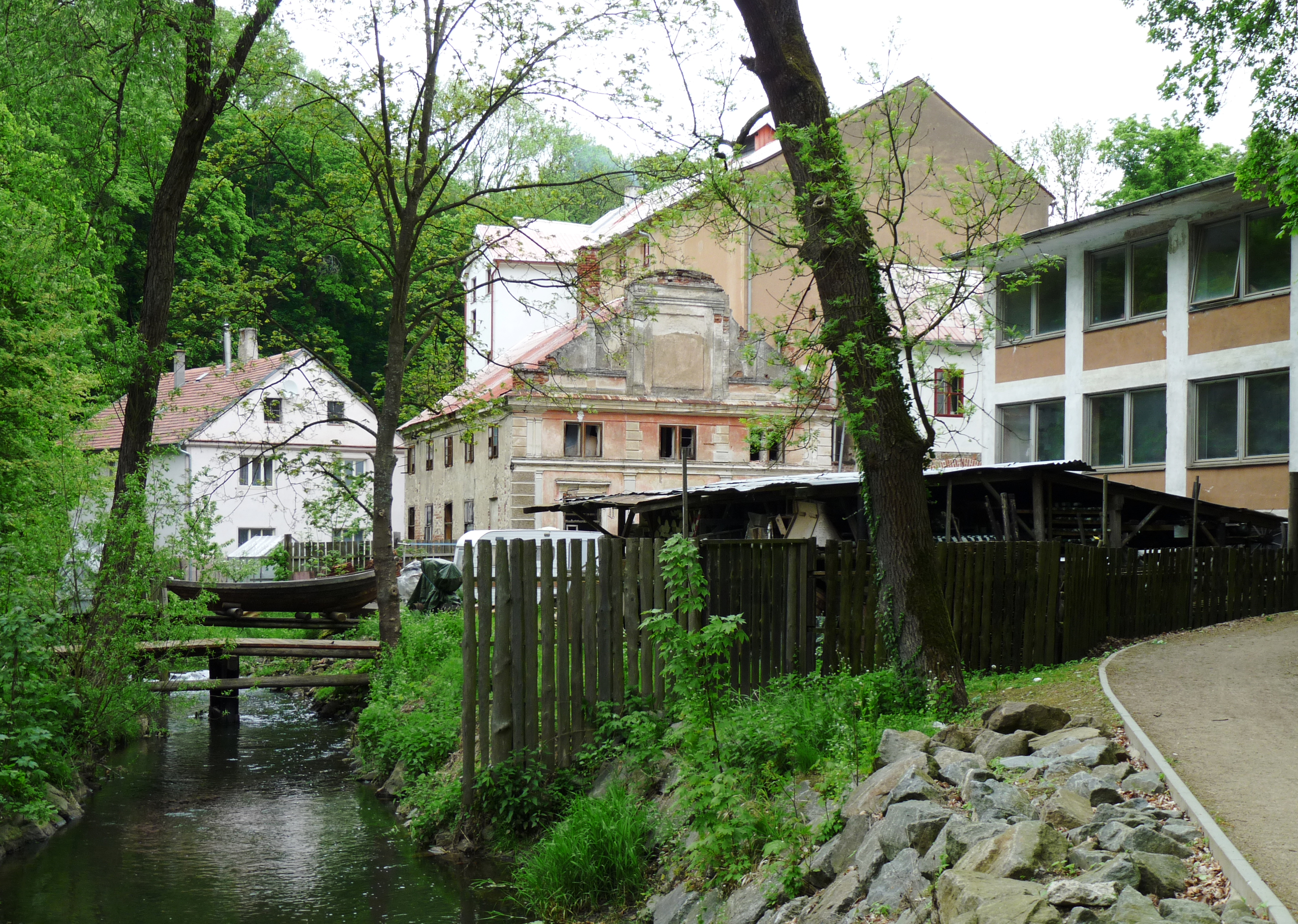
Housův mlýn v Táboře
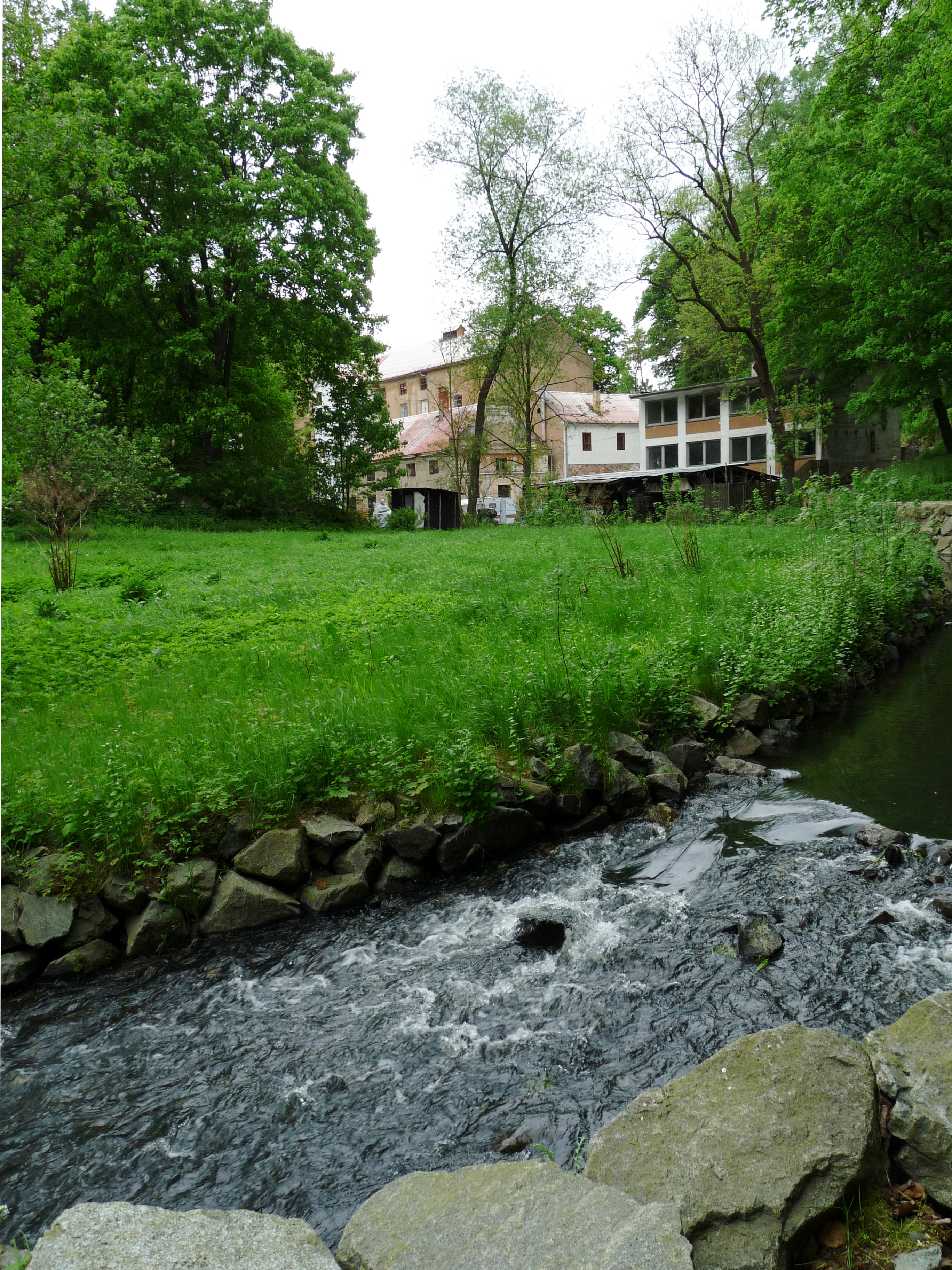
Housův mlýn v Táboře-Tismenický potok
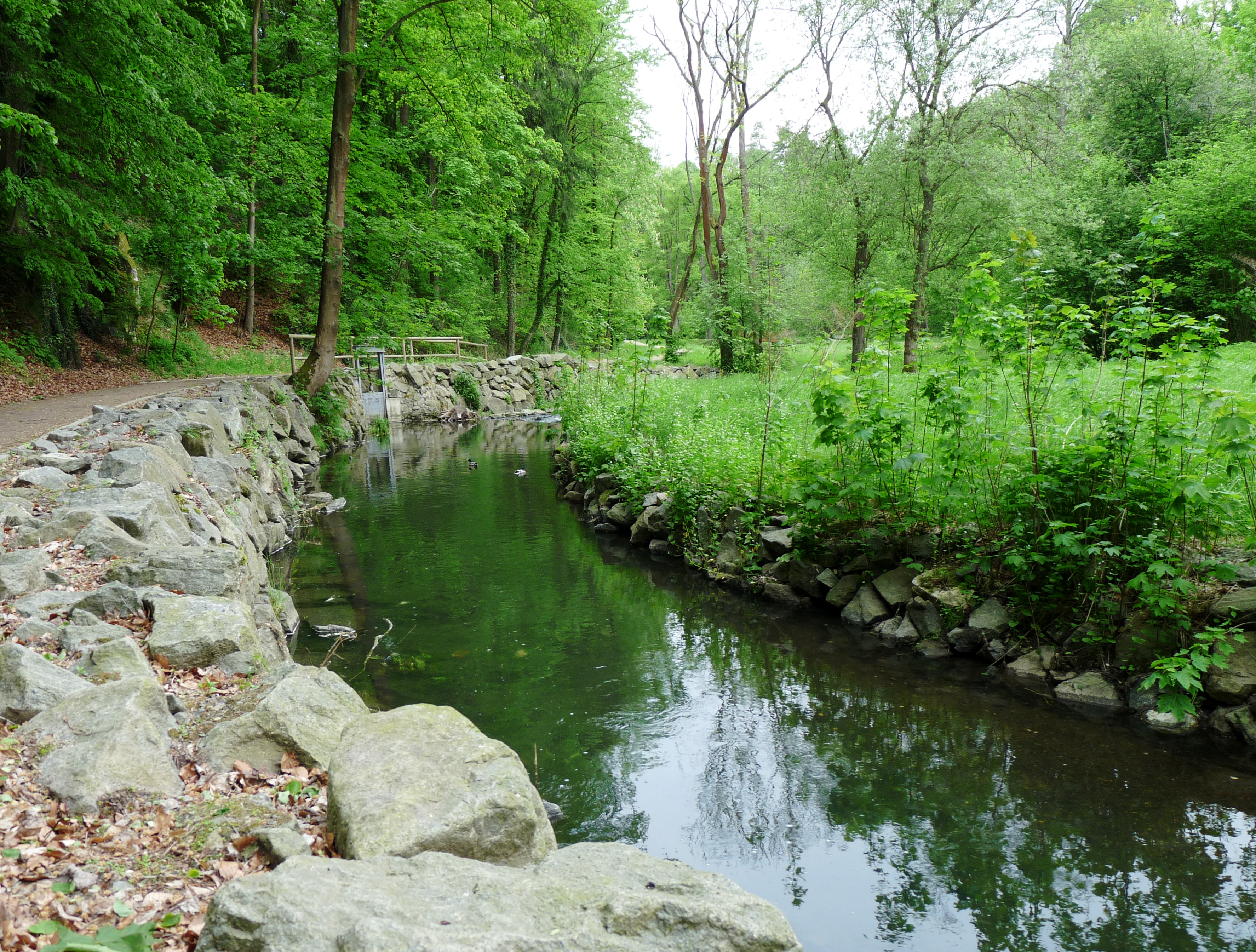
Housův mlýn v Táboře-Tismenický potok